# یوزف بم

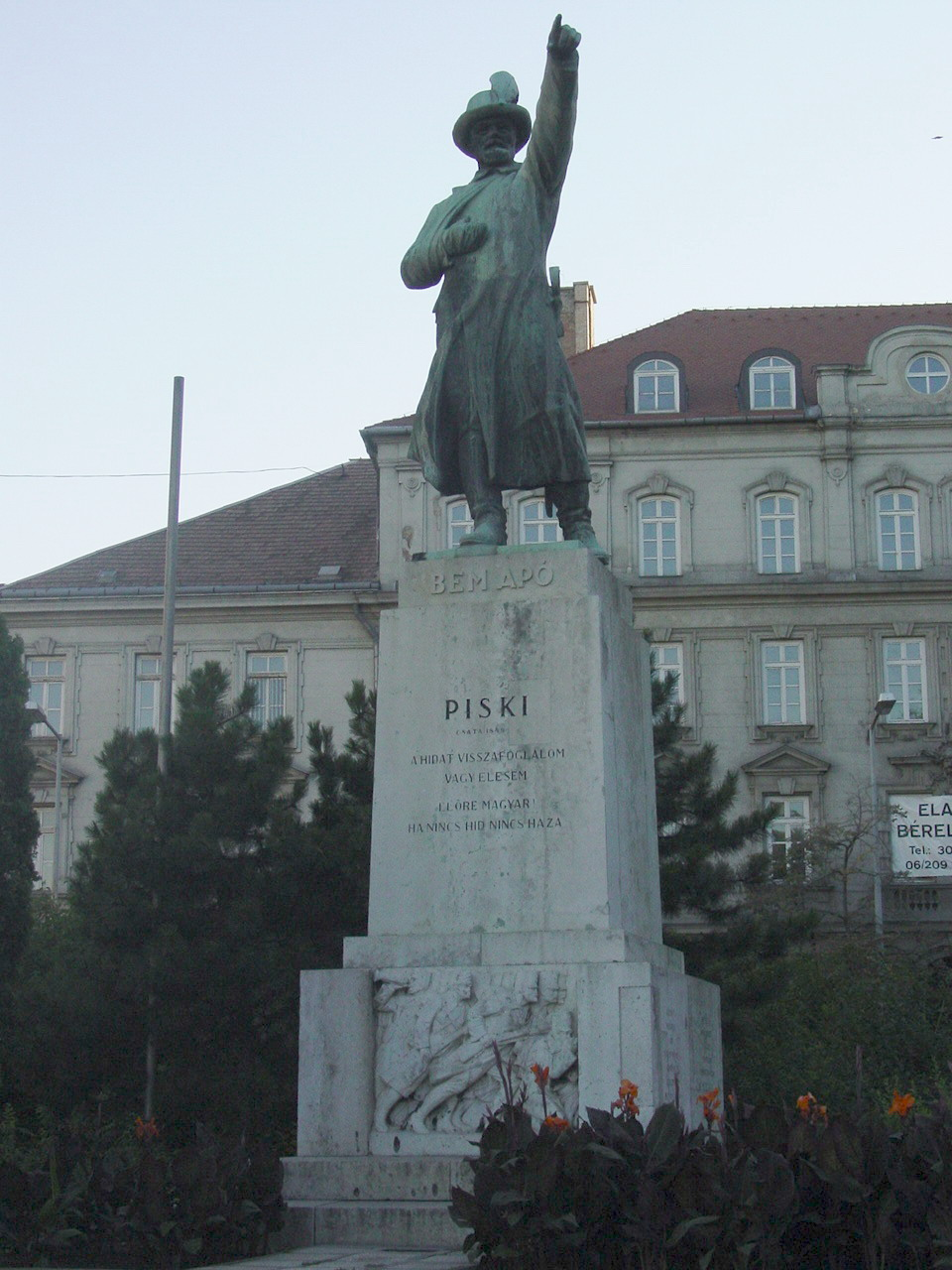
مجسمه یوزف بم (با کتیهٔ پدربزرگ بم) در بوداپست، در میدانی به نامش.

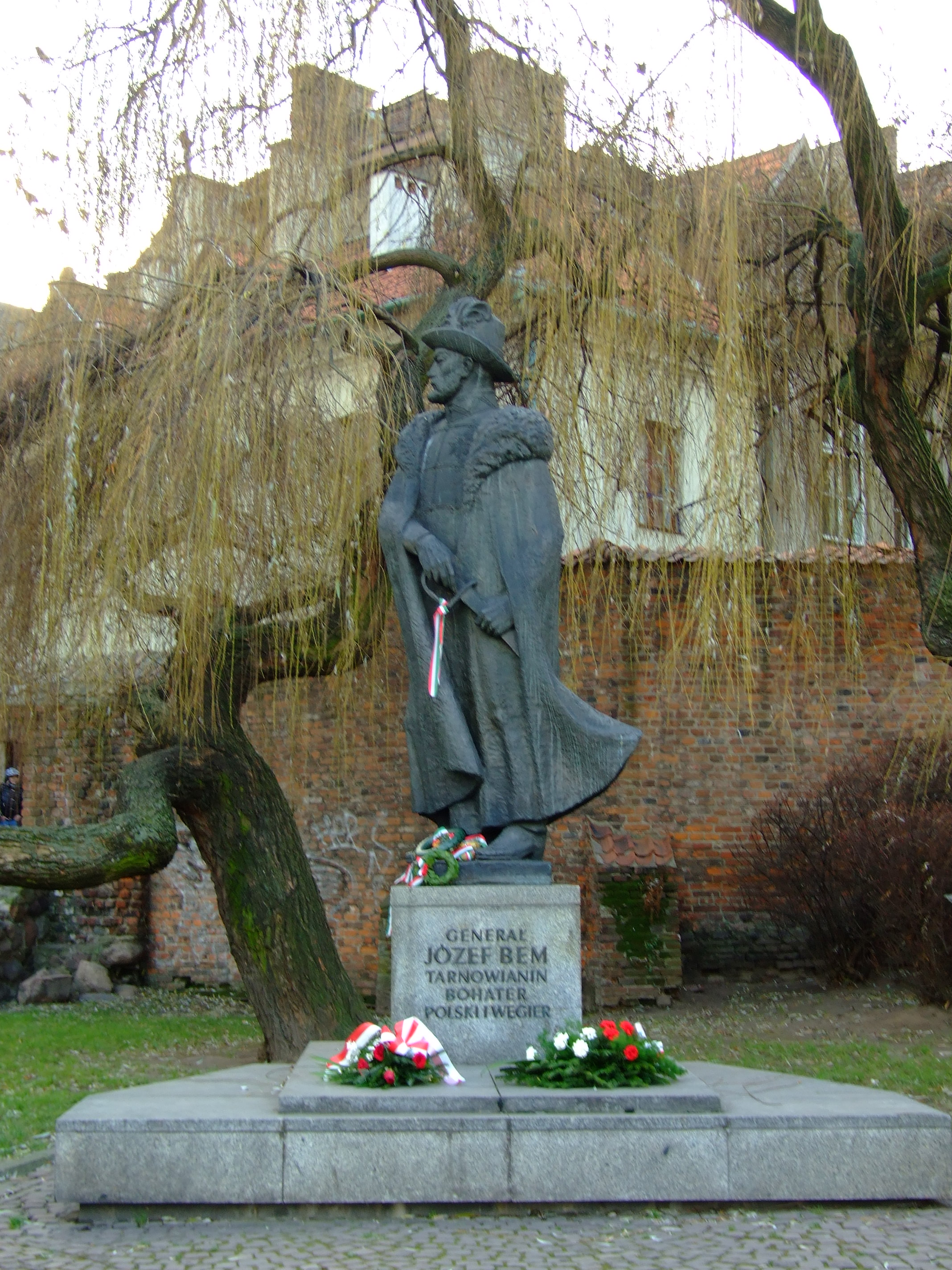
مرکز شهر تارنوف

یوزف زاخاریاس بِم (لهستانی: Józef Zachariasz Bem, مجاری: Bem József, ترکی عثمانی: مراد پاشا؛ زاده ۱۴ مارس ۱۷۹۴ – درگذشته ۱۰ دسامبر ۱۸۵۰) مهندس و ژنرال لهستانی، پاشای عثمانی و قهرمان ملی لهستان و مجارستان و شخصیتی بود که در جنبش‌های میهن‌پرستانه اروپایی شرکت جست. بم مانند تادئوش کوشچیوشکو (جنگ استقلال آمریکا) و یان هنریک دومبروفسکی (تهاجم فرانسه به روسیه)، خارج از مرزهای لهستان در هر جایی که به رهبری و مهارت‌های نظامی او نیاز بود جنگید.

## تبار و پیشه نظامی
بِم در خانوادهٔ اشرافی لهستانی با اصالت چک به دنیا آمد. تحصیلات خود را در کراکوف و از سال ۱۸۰۹ در دانشکده فنی توپخانه در ورشو ادامه داد. در سال ۱۸۱۲ به عنوان ستوان توپخانه در لشکرکشی ناپلئون به روسیه شرکت کرد و جهت دفاع از گدانسک نشان لژیون دونور دریافت کرد. پس از کنگره برلین در سال ۱۸۱۵، او به‌عنوان کاپیتان توپخانه وارد ارتش لهستان کنگره تحت حاکمیت روسیه شد و بعد در همان‌جا به تدریس پرداخت. با علنی‌شدن عضویت او در توطئه برای بازگرداندن استقلال لهستان تنزل رتبه و در ۱۸۲۲ به یک سال زندان محکوم شد. حکم وی معلق شد و در پی درگذشت الکساندر یکم توانست از ارتش استعفا دهد و به گالیسیا نقل‌مکان کند. در آنجا او به تحقیق بر روی موتورهای بخار و کاربرد آنها پرداخت و نتایج خود را منتشر کرد. بم تا سال ۱۸۳۰ در لویو و برودی زندگی کرد و قصد داشت رساله‌ای در زمینه تحقیقات خود بنویسد که قیام نوامبر یا جنگ لهستان و روسیه بین سال‌های ‎۱۸۳۰–۱۸۳۱به وقوع پیوست.

## جنگ لهستان و روسیه
با درجه سرگردی، بم به فرماندهی یک گردان سواره‌نظام وارد جنگ با روسیه شد. در نبرد اوستروونکا، او کل ارتش مهاجم روسیه را با آتش متمرکز توپخانه عقب نگاه داشت. ارتش لهستان با از دست دادن ۶۰۰۰ نفر شکست سختی خورد، اما اقدامات بم مانع از نابودی کل ارتش شد؛ او به درجه سرهنگ و سپس ژنرال ارتقا پیدا کرد و مفتخر به نشان صلیب طلایی ویرتوتی میلیتاری شد. ازاین‌پس نام وی را در سطح بین‌المللی می‌شناختند. او تا پایان جنگ، در طول دفاع ورشو برابر پاسکیویچ (۲۷ سپتامبر ۱۸۳۱) سرسختانه مخالف تسلیم بود. با این وجود، ارتش لهستان در ۵ اکتبر ۱۸۳۱ سلاح‌ها را زمین گذاشت. با سقوط جنگ استقلال لهستان، او فرار ۵۰۰۰ نفر به فرانسه را که در قیام شرکت کرده‌بودند سازماندهی کرد و خود به پاریس رفت؛ خاطراتش را هم در مورد قیام ملی لهستان به رشته تحریر درآورد.

## مجارستان
در سپتامبر ۱۸۴۸، با نقشه راه‌اندازی یک لژیون لهستانی-کرواسی بم به‌سوی مجارستان بود که انقلاب ۶ اکتبر در وین درگرفت و او در دفاع از وین انقلابی شرکت جست؛ اما رسماً به عنوان فرمانده منصوب نشد. در ۲۶ اکتبر، به فرماندهی ژنرال ویندیش-گرِتس و کنت یوسیپ یلاچیچ، ارتش اتریش و کرواسی بمباران وین را آغاز کردند و در ۳۱ام به مرکز شهر یورش بردند. به غیر از بم که موفق به فرار شد، همه رهبران مقاومت در روزهای بعد اعدام شدند.
در پرسبورگ (اکنون براتیسلاوا، اسلواکی)، به خدمت لایوش کشوت درآمد و در یکم دسامبر فرماندهی ارتش ترانسیلوانی و بانات به وی سپرده‌شد. بین دسامبر ۱۸۴۸ تا مارس ۱۸۴۹، بم به یک فرمانده بزرگ شهرت یافت. تحت دستورهای او، از جمله با شرکت شاندور پتوفی شاعر رمانتیسم که در سمت آجودان می‌جنگید بسیاری از نبردهای مبارزات ترانسیلوانی پیروز شد. لشکر ۸۰۰۰ نفری بم، سپاه ۱۰۰۰۰ نفری اتریش را شکست داد و شمال ترانسیلوانی را آزاد کرد. بم علاوه بر نبرد، با سازماندهی تولید اسلحه، توپ و باروت، از منابع خارجی مهمات مستقل شد. تحت فرمان او، ارتش مجارستان در مدت کوتاهی سه برابر و به ۳۰۰۰۰ نفر رسید. یوزف بم دیگر به قهرمان ملی مجارستان بدل شده‌بود؛ و مفتخر به نشان ویژه صلیب بزرگ سنت ایشتوان هم شد.
با کمک نیکلای یکم به فرماندهی ژنرال ایوان پاسکویچ، ارتش متمرکز اتریشی و روسی سپاه بم را از ترانسیلوانی راندند و او در نبرد تِمِش‌وار (اکنون تیمیشوارا، رومانی) در همان ابتدای درگیری مجروح شد؛ به زودی انقلاب نیز فروپاشید و بم همراه چند تن از سران انقلاب در ۱۸۴۹ به عثمانی گریختند.

## عثمانی
پس از فرار به امپراتوری عثمانی بم به اسلام گروید تا بتواند وارد ارتش شود و توانست به‌عنوان فرماندار حلب تحت نام مراد پاشا خدمت کند. دفاع موفق از حلب مقابل بادیه‌نشینانی که شهر را محاصره کرده‌بودند آخرین نبرد یوزف بم است. او سرانجام در ۱۰ دسامبر ۱۸۵۰، بر اثر ابتلا به مالاریا درگذشت.

## میراث
بم برای شجاعت و خوی قهرمانانه‌اش بسیار مورد احترام و به‌دلیل کنترل عالی توپخانه و سرعت راهپیمایی‌هایش سربازی قابل‌توجه بود. در مجارستان، محبت مجارها به او تا حدی است که لقب «پدربزرگ بم» به او داده شده‌است.
در دهه ۱۹۳۰ مجارستان و لهستان هر کدام یک هنگ توپخانه سوار به نام او داشتند.
مجسمه‌ای به افتخار او در ماروش‌واشارهِی (اکنون ترگو مورش، رومانی) ساخته شده‌است.
شاندور پتوفی، شاعر ملی مجارستان در نبرد شِگِش‌وار (اکنون سیگیشوآرا، رومانی) به رهبری بم در ۳۱ ژوئیه ۱۸۴۹ کشته و ناپدید شد، نبردی که توسط ارتش بسیار بزرگ‌تر تزار در هم شکسته‌شد.
انقلاب ۱۹۵۶ مجارستان ابتدا به‌منظور حمایت از اعتراضات پوزنان، در ۲۳ اکتبر در پای مجسمه بم در بوداپست آغاز شد.

## یادداشت
1. 1 2  Bem Apó
2. ↑  Alfred I. zu Windisch-Graetz